# 돌아온 드라큐라
돌아온 드라큐라(Dracula A.D. 1972)는 영국에서 제작된 앨런 깁슨 감독의 1972년 공포, 코미디 영화이다. 크리스토퍼 리 등이 주연으로 출연하였다.

## 출연

### 주연
- 크리스토퍼 리
- 피터 커싱

### 조연
- 스테파니 비컴
- 크리스토퍼 님
- 마이클 콜즈
- 마샤 A. 헌트
- 캐롤라인 먼로
- 자넷 케이
- 윌리엄 엘리스
- 필립 밀러
- 마이클 키첸

## 제작진
- 원작자: 브램 스토커
- 미술: 돈 밍가예
- 배역: 제임스 리거트